# Расмус Лердорф
Расмус Лердорф (дан. Rasmus Lerdorf; Кекертарсуак, 22. новембар 1968) је данско—гренландски програмер, најпознатији као креатор програмског језика PHP. Аутор је две од три верзије.